# Camponotus dedalus
Camponotus dedalus är en myrart som beskrevs av Auguste-Henri Forel 1911. Camponotus dedalus ingår i släktet hästmyror, och familjen myror.

## Underarter
Arten delas in i följande underarter:
- C. d. dedalus
- C. d. moeschiellus